# Makyo
El terme makyo (魔境 makyo) és un terme del budisme Zen que significa "cova fantasma" o "cova del diable". És una referència figurativa a l'espècie d'autoengany resultant d'aferrar-se a una experiència i fer un niu conceptual fora d'ella per a un mateix. Makyo és essencialment sinònim d'il·lusió, però sobretot es refereix a les experiències que esdevenen durant la pràctica de la meditació.
A The Three Pillars of Zen de Philip Kapleau, Yasutani-Roshi va explicar el terme com la combinació de ma (diable) i kyo, el món objectiu. Aquest caràcter de "diable" també pot referir-se a Mara, la figura "temptadora" budista; i el kyo pot significar simplement regió, estat o lloc. Makyo es refereix a les al·lucinacions i distorsions perceptives que poden sorgir durant la meditació i que poden portar a confusió al practicant. Els mestres Zen adverteixen els seus estudiants que els ignorin. Els Makyo poden tenir forma de visions i distorsions perceptives, però també poden ser experiències d'absorció o estats de trànsit en blanc.
La literatura budista que en parla els descriu com distorsions de la percepció produïda per la meditació. En algunes escoles hindús és considerat com un producte de la sharira sukshma, o "l'experiència del cos," en el seu estat inestable, i en aquest sentit es veu que és una altra forma de Maya, que és la naturalesa il·lusòria del món com a confiscat per la consciència ordinària.
La literatura contemplativa tibetana utilitza el terme paral·lel nyam, que es divideix en tres categories: la claredat, la felicitat, i la no conceptualitat. Hi ha molts tipus de fenòmens de meditació que poden ser classificats sota aquesta rúbrica, i generalment estan vinculats a la reorganització de les energies subtils del cos durant la meditació.